# Marc Wilson
Marc David Wilson, född 17 augusti 1987, är en irländsk före detta fotbollsspelare. Han har representerat Irlands landslag.

## Karriär
Den 31 augusti 2017 värvades Wilson av Sunderland. Den 24 juli 2018 värvades Wilson av Bolton Wanderers, där han skrev på ett ettårskontrakt.